# Domaszék
Domaszék là một thị trấn thuộc hạt Csongrád, Hungary. Thị trấn này có diện tích 52,15 km², dân số năm 2010 là 4886 người, mật độ 94 người/km².